# Élections communales de 2020 à Cologne
Les élections communales de 2020 à Cologne se sont déroulées les 13 et 27 septembre 2020 dans le but d'élire le bourgmestre de Cologne ainsi que les 90 membres composant son conseil communal. 
Henriette Reker est reconduite à la tête de la ville à l'issue d'un second tour où elle remporte 59 % des voix.  
Du côté du conseil communal, les écologistes remportent pour la première fois une majorité relative, tandis que les partis traditionnels reculent fortement.  
Le mouvement euro-fédéraliste Volt remporte presque 5 % des voix et quatre conseillers communaux.  

## Élection du bourgmestre
| Candidats                | Candidats                | Partis                                   | Premier tour | Premier tour | Second tour | Second tour |
| Candidats                | Candidats                | Partis                                   | Voix         | %            | Voix        | %           |
| ------------------------ | ------------------------ | ---------------------------------------- | ------------ | ------------ | ----------- | ----------- |
|                          | Henriette Reker          | Indépendant                              | 187 389      | 45,05        | 174 263     | 59,27       |
|                          | Andreas Kossiski         | Parti social-démocrate d'Allemagne (SPD) | 111 353      | 26,77        | 119 753     | 40,73       |
|                          | Jörg Detjen              | Die Linke                                | 29 810       | 7,17         |             |             |
|                          | Olivier Fuchs            | Volt                                     | 18 520       | 4,45         |             |             |
|                          | Christer Cremer          | Alternative pour l'Allemagne (AfD)       | 17 441       | 4,19         |             |             |
|                          | Nicolin Gabrisch         | Amis du climat                           | 14 370       | 3,45         |             |             |
|                          | Roberto Campione         | Indépendant                              | 14 122       | 3,40         |             |             |
|                          | Autres candidats         | Autres candidats                         | 22 298       | 5,52         |             |             |
|                          |                          |                                          |              |              |             |             |
| Votes valides            | Votes valides            | Votes valides                            | 415 933      | 98,66        | 294 016     | 99,08       |
| Votes blancs et nuls     | Votes blancs et nuls     | Votes blancs et nuls                     | 5 633        | 1,34         | 2 727       | 0,92        |
| Total                    | Total                    | Total                                    | 421 566      | 100          | 296 743     | 100         |
| Abstention               | Abstention               | Abstention                               | 398 961      | 48,62        | 521 988     | 63,76       |
| Inscrits / participation | Inscrits / participation | Inscrits / participation                 | 820 527      | 51,38        | 818 731     | 36,24       |

## Élection du conseil communal
|                           |                                              |         |       |      |        |               |
| Parti                     | Parti                                        | Voix    | %     | +/-  | Sièges | +/-           |
|                           | Alliance 90 / Les Verts (Grünen)             | 118 997 | 28,52 | 9,00 | 26     | 8             |
|                           | Parti social-démocrate d'Allemagne (SPD)     | 90 040  | 21,58 | 7,81 | 19     | 7             |
|                           | Union chrétienne-démocrate d'Allemagne (CDU) | 89 659  | 21,49 | 5,74 | 19     | 6             |
|                           | Die Linke                                    | 27 044  | 6,48  | 0,48 | 6      | en stagnation |
|                           | Parti libéral-démocrate (FDP)                | 21 965  | 5,26  | 0,17 | 5      | en stagnation |
|                           | Volt                                         | 20 783  | 4,98  | Nv.  | 4      | 4             |
|                           | Alternative pour l'Allemagne (AfD)           | 18 272  | 4,38  | 0,78 | 4      | 1             |
|                           | Die PARTEI                                   | 10 261  | 2,46  | 2,32 | 2      | 2             |
|                           | Amis du climat                               | 8 383   | 2,01  | 0,03 | 2      | en stagnation |
|                           | BON Cologne                                  | 8 298   | 1,99  | Nv.  | 2      | 2             |
|                           | Électeurs libres Cologne (FWK)               | 2 501   | 0,60  | 0,25 | 1      | en stagnation |
|                           | Parti écologiste-démocrate (ÖDP)             | 374     | 0,09  | Nv.  | 0      | en stagnation |
|                           | Autres                                       | 650     | 0,16  | -    | 0      | en stagnation |
|                           |                                              |         |       |      |        |               |
| Suffrages exprimés        | Suffrages exprimés                           | 417 227 | 98,91 |      |        |               |
| Votes blancs et invalides | Votes blancs et invalides                    | 4 596   | 1,09  |      |        |               |
| Total                     | Total                                        | 421 823 | 100   | -    | 90     | en stagnation |
| Abstentions               | Abstentions                                  | 398 703 | 48,59 |      |        |               |
| Inscrits / participation  | Inscrits / participation                     | 820 526 | 51,41 |      |        |               |